# Blok Demokratyczny
Het Democratisch Blok (Pools: Blok Demokratyczny) was een overkoepelende coalitie in Polen die in 1947 werd opgericht onder toezicht van de Poolse Verenigde Arbeiderspartij (PZPR). Naast de PZPR, behoorden ook de Poolse Boerenpartij en de Democratische Partij tot het Democratisch Blok. 
Nadat de communisten alle andere, anticommunistische partijen hadden uitgeschakeld in het parlement (Sejm), mochten alleen - naast de PZPR - de Poolse Boerenpartij en de Democratische Partij blijven bestaan. In 1952 werd het Democratisch Blok opgeheven en vervangen door het Nationaal Front. 